# Parietaria lusitanica
Parietaria lusitanica är en nässelväxtart. Parietaria lusitanica ingår i släktet väggörter, och familjen nässelväxter.

## Underarter
Arten delas in i följande underarter:
- P. l. chersonensis
- P. l. lusitanica
- P. l. serbica